# 松田源五郎
松田 源五郎（まつだ げんごろう、1840年5月9日（天保11年4月8日）- 1901年（明治34年）3月1日）は、明治期の実業家、政治家。衆議院議員、長崎市会議長。

## 経歴
肥前国彼杵郡、のちの長崎県長崎区（現長崎市）酒屋町の鶴野家で生まれ、貿易業の叔父・松田勝五郎の養子となる。私塾で学び、家業を継承した。
1872年（明治5年）永見伝三郎と共同で金融業・永見松田商会（立誠会社に改称）を設立し、のちに十八銀行に発展させ頭取に就任。その他、小野組長崎支店支配人、東京築地活版製造所取締役、長崎商法会議所会頭、九州鉄道取締役、長崎電灯（のち長崎電気瓦斯）取締役、長崎製氷取締役、九州倉庫取締役、香港ローラ麦粉取締役、長崎貯蓄銀行頭取、石川島造船所（現IHI）監査役、東洋浚渫社長などを務めた。
政界では、長崎県会議員、長崎区連合町会議員、同議長、長崎市会議員、同議長を務めた。1892年（明治25年）2月、第2回衆議院議員総選挙（長崎県第1区、中央交渉会）で当選し、議員倶楽部に所属して衆議院議員に1期在任した。
1916年（大正5年）12月28日、従五位を追贈された。

## 家族
- 庶子・松田精一（1875-1937）-　長崎商工会議所会頭、長崎貯蓄銀行頭取、長崎興業社長、十八銀行第5代頭取、東京築地活版製造所第6代社長[7][8]
- 娘・サダ（1882-？）-台中県知事加福豊次の妻[9]